# Komunikološka škola
Komunikološka škola Matice hrvatske jednom godišnje najboljim studentima komunikologije i novinarstva pruža jedinstveno izvanfakultetsko multidisciplinarno stručno usavršavanje. Nositelji programa ugledni su hrvatski znanstvenici, stručnjaci i medijski djelatnici. Komunikološka škola održava se od 2008. godine, a poseban naglasak stavljen je na teme: mediji i djeca, mediji i nasilje, etika i profesionalizam... Cilj je Škole buduće nositelje hrvatskoga medijskog života dodatno osposobiti za obavljanje najodgovornijih zadaća u hrvatskome medijskom i komunikacijskom prostoru kao dijelu svjetskoga medijskog prostora.